# Dialeges antennarius
Dialeges antennarius är en skalbaggsart som beskrevs av Holzschuh 2006. Dialeges antennarius ingår i släktet Dialeges och familjen långhorningar. Inga underarter finns listade i Catalogue of Life.